# 神鞭常孝

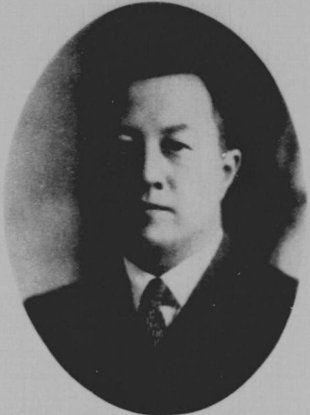
神鞭常孝

神鞭 常孝（こうむち つねたか、1883年（明治16年）2月24日 – 1956年（昭和31年）6月27日）は、日本の大蔵官僚。南満州鉄道理事、北支那開発副総裁。

## 経歴
京都府出身。衆議院議員・法制局長官神鞭知常の長男として生まれる。第四高等学校を経て、1907年（明治40年）に東京帝国大学法科大学政治科を卒業し、同年に高等文官試験に合格した。大蔵省に入って、ロンドン駐在財務官附となり、1911年（明治44年）に帰国。税関事務官として横浜税関に勤務し、大蔵省関税課長、横浜税関長を歴任した。
1927年（昭和2年）、南満州鉄道株式会社の理事に就任し、経理部長・販売部長・用度部長を務めた。さらに昭和製鋼所常務取締役となり、1938年（昭和13年）からは北支那開発株式会社の副総裁を務めた。
戦後、公職追放となった。

## 栄典
- 1920年（大正9年）11月1日 - 勲四等瑞宝章[5]

## 家族
- 父・神鞭知常
- 妻・富子 ‐ 宮中顧問官・市来政方の二女[6]